# Supercoppa italiana 2021 (pallamano maschile)
La Supercoppa italiana 2021 è stata la 15ª edizione del torneo di pallamano riservato alle squadre vincitrici, l'anno precedente, della Serie A e della Coppa Italia.
Essa è organizzata dalla FIGH, la federazione italiana di pallamano.
A vincere il trofeo è stata la Pallamano Conversano 1973, che diventa la squadra più titolata della manifestazione con 5 titoli, avendo battuto in gara secca il Cassano Magnago Handball Club.

## Partecipanti
| Squadre         | Qualificazione               | Partecipazioni precedenti (il grassetto indica la vittoria) |
| --------------- | ---------------------------- | ----------------------------------------------------------- |
| Conversano      | Vincitore del campionato     | 4 (2006, 2009, 2011, 2020)                                  |
| Cassano Magnago | Finalista della Coppa Italia | Debuttante                                                  |

## Tabellino
| Arbitri: | Stefano Rinaldi Alex Passeri (Pescara) |

|                                                                                              |           |                                                              |
| Radovčić 11 Moretti 4 Saitta 3 Nelson 2 Rossetto 2 Abdurahmanović 1 Giannoccaro 1 Sciorsci 1 | Marcatori | Mazza 7 Nikočević 3 Branca 2 Dorio 2 Milanović 2 Bassanese 1 |